# کمنچی (اکلاهما)
کمنچی(به انگلیسی: Comanche) شهری در ایالت اکلاهما کشور ایالات متحده آمریکا است که جمعیت آن در سرشماری سال ۲۰۱۰ میلادی، ۱٬۶۶۳ نفر بوده‌است.